# Amber (ペトロールズの曲)
『amber』（アンバー）は、ペトロールズのシングル。

## 概要
- 2009年5月16日、単独公演「TBTF vol.1」が行なわれた代官山UNITにて先行リリース。同年5月21日、ライブイベント「Rock Counter 09」が行なわれた心斎橋クラブクアトロでも販売。同年8月12日に一般発売された。
- CD盤面のデザインとイラストは長岡の知人である中村学。
- 録音は東京下北沢にあるPRESENCE STUDIO、ミックス・マスタリングは南烏山のAJARICCO SOUND。エンジニアは池田洋。

## 収録曲
| 全作詞・作曲: 長岡亮介、全編曲: ペトロールズ。 |              |          |            |      |
| #                                              | タイトル     | 作詞     | 作曲・編曲 | 時間 |
| 1.                                             | 「アンバー」 | 長岡亮介 | 長岡亮介   | 5:48 |
| 2.                                             | 「トンネル」 | 長岡亮介 | 長岡亮介   | 5:12 |